# Gertrud Haemmerli-Schindler
Gertrud Haemmerli-Schindler (geboren 7. September 1893 in Zürich; gestorben 17. März 1978 ebenda) war eine Schweizer Frauenrechtlerin.

## Leben
Sie war die Tochter von Samuel Dietrich Schindler. 1921 heiratete sie den Arzt Theodor Haemmerli. Sie unternahm zudem Sprachreisen und absolvierte eine Ausbildung zur Krankenschwester.
1932 gründete sie den Verein Mütterhilfe, der in Zürich die erste Schwangerschaftsberatungsstelle führte. 1934 bis 1947 war sie Präsidentin der Sektion Zürich des Schweizerischen Krankenpflegebundes. 1939 beteiligte sie sich bei Gründung und Aufbau des Zivilen Frauenhilfsdienstes (FHD) im Kanton Zürich. Von 1940 bis 1945 war sie Mitglied der eidgenössischen FHD-Kommission und von 1942 bis 1946 Präsidentin des Schweizer FHD. Nach Kriegsende leitete sie auch die Hilfsaktion »Schweizer Frauen für hungernde Kinder und Mütter«.
Von 1947 bis 1954 war sie Präsidentin der Frauenzentrale Zürich und von 1949 bis 1955 auch Präsidentin des Bunds Schweizerischer Frauenvereine (BSF). Den BSF vertrat sie in den Eidgenössischen Kommissionen für Luftschutz und für Handelspolitik. 1949 bis 1955 war sie Mitglied in der Direktion des Schweizerischen Roten Kreuzes, 1954 bis 1957 Vizepräsidentin des Schweizerischen Bunds für Zivilschutz (SBZ). 1958 wirkte sie bei der Organisation der Zweiten Schweizerischen Ausstellung für Frauenarbeit mit.